# Cantó de Najac
El cantó de Najac és un cantó francès del departament de l'Avairon, situat al districte de Vilafranca de Roergue. Té 7 municipis i el cap cantonal és Najac.

## Municipis
- Vòrs e Bar
- La Folhada
- Lunac
- Montelhs
- Najac
- Sent Andriu de Najac
- Sant Vensan

## Història
| Data d'elecció                           | Identitat         | Partit        | Qualitat |
| ---------------------------------------- | ----------------- | ------------- | -------- |
| 1957-1998                                | Hubert Bouyssière | UDF           |          |
| 1998-                                    | Bernard Vidal     | Divers gauche |          |
| les dades anteriors no són pas conegudes |                   |               |          |
|                                          |                   |               |          |

## Demografia
| 1962  | 1968  | 1975  | 1982  | 1990  | 1999  | 2006  |
| ----- | ----- | ----- | ----- | ----- | ----- | ----- |
| 4.326 | 4.682 | 4.462 | 4.233 | 3.948 | 3.787 | 4.024 |